# Скордалия
Скордалия (греч. Σκορδαλιά) или Алиада (греч. Αλιάδα) — греческий соус в виде густого пюре, которое готовят из картофеля, чёрствого хлеба с оливковым маслом, чеснока, орехов, специй, иногда с добавлением белого винного уксуса. Скордалия традиционно подаётся, как соус-гарнир к жареному хеку или треске.

## Способ приготовления
Отварной картофель или размоченный чёрствый хлеб разминают, добавляют перетёртый с солью чеснок и, подливая постепенно оливковое масло, растирают скордалию до кремообразного состояния.

## Традиция
Скордалия — соус, который традиционно готовят в дни Великого поста на праздник Благовещения. В этот день постящимся позволено есть рыбу и этот соус традиционно подаётся к жареной рыбе, обычно это треска в кляре.